# Knock You Down
Knock You Down – piosenka R&B stworzona przez Keri Hilson, Nathaniela Hillsa, Marcellę Araicę, Kevina „KC” Cossoma, Shaffera Smitha i Kanye Westa na debiutancki album studyjny Hilson, In a Perfect World... (2009). Wyprodukowany przez Danję, utwór wydany został jako czwarty singel promujący krążek dnia 24 marca 2009 w Stanach Zjednoczonych. W Wielkiej Brytanii piosenka wydana została jako drugi singel prezentujący album dnia 29 czerwca 2009. Kompozycja zarejestrowana została z gościnnym udziałem Ne-Yo oraz Kanye Westa.

## Informacje o singlu
„Knock You Down”, podobnie jak większość kompozycji stworzonych przez artystkę, miał swoje ostatnie poprawki pod względem merytorycznym koordynowane przez Keri Hilson jeszcze przed sesją nagraniową. Producentem utworu stał się Danja, który w oryginalnej wersji trwa 5:29, a w celach promocyjnych został skrócony o ponad minutę pozbywając się fragmentów śpiewu piosenkarki. W jednym z wywiadów wokalistka wyznała, że marzyła o współpracy z Ne-Yo oraz Kanye West’em, przez co wokal rapera dograny został w jednym z ostatnich momentów przed oficjalnym wydaniem albumu In a Perfect World... (2009). Informacja o fakcie ukazania się „Knock You Down” jako czwartej kompozycji prezentującej krążek dotarła do mediów dzięki oficjalnemu nagraniu umieszczonemu na blogu artystki.
W celach promocyjnych Keri Hilson wykonała utwór w programie Late Show with David Letterman dnia 4 maja 2009.

## Wydanie singla
W Stanach Zjednoczonych „Knock You Down” zadebiutował na notowaniu Billboard Hot 100 dnia 11 kwietnia 2009 na pozycji #65. Tydzień później kompozycja zanotowała jedenastomiejscowy awans, co przyczyniło się do faktu iż w jedenastym tygodniu od debiutu utwór znalazł się na miejscu #3. Jest to do tej pory drugi singel Keri Hilson, który znalazł się w Top 15 notowania, tuż przed utworem „Turnin’ Me On”, który osiadł na pozycji #15, obierając ją jako najwyższą. Na liście przebojów Hot R&B/Hip-Hop Songs „Knock You Down” stał się drugim wydanym przez wokalistkę, który odniósł duży sukces zajmując szczyt listy.
W Nowej Zelandii kompozycja zanotowała wysoki debiut na miejscu #4 dnia 11 maja 2009 znacznie pokonując pod względem popularności poprzedni singel artystki, który zajął pozycję #29 obierając ją jako najwyższą. Tydzień po udanym debiucie, kompozycja zanotowała awans o cztery miejsca, czyniąc z „Knock You Down” pierwszy solowy singel wydany przez artystkę, który znalazł się na szczycie oficjalnego notowania najchętniej kupowanych singli, powtarzając przy tym sukces pierwszego utworu Keri Hilson, „Energy” który znalazł się na miejscu #2.

## Recenzje
Chris Williams, recenzet magazynu Billboard wyznał, że kompozycja powtórzy sukces poprzedniego singla wokalistki „Turnin’ Me On” dzięki „porywającemu rytmowi bassowemu połączonym z rytmem groove w refrenie, kiedy Hilson śpiewa o niespodziance miłosnej”. Williams dodał, że „z gościnnym udziałem Ne-Yo oraz genialnej wstawce Kanye Westa wydaje się, iż artystka pobiła w tym utworze samą siebie”. Tracy Garraud z czasopisma Vibe nazywa kompozycję jako „radosny utwór o szybkim charakterze z udziałem sław, którzy doskonale wpłynęli na efekt końcowy piosenki powodując, że fakt pierwszej miłości o jakiej śpiewają przybiera głębszy sens”. Glenn Gamboa z Newsday stwierdził, że „początkowe wersy rapowane przez Westa tworzą z utworu kompozycję godną uwagi, podczas gdy śpiew Hilson czyni kompozycję idealną”.

## Teledysk
Teledysk do singla nagrywany był w Los Angeles oraz reżyserowany przez Chrisa Robinsona.
Klip rozpoczyna ujęcie przedstawiające wokalistkę spadającą na swoje łóżko w apartamencie. Kolejne sceny ukazują Kanye Westa grającego jako miłość Hilson i Ne-Yo, który wciela się w postać kochanka artystki w czasie śpiewania swojej partii tekstu. Finalną partię teledysku prezentuje podwójny obraz, który z lewej strony ukazuje rzeczywistość natomiast z prawej ujęcia z przeszłości Hilson i Westa jako miłość od czasów szkolnych. Końcowa scena przedstawia konfrontację pomiędzy partnerem artystki a jej kochankiem. Klip kończy się ponowną prezentacją upadku na łóżko głównej bohaterki. W teledysku nie występują elementy choreografii. W klipie gościnnie pojawia się Shawne Merriman, popularny amerykański futbolista.
Teledysk miał swoją amerykańską premierę dnia 23 marca 2009 w programie Access Granted stacji telewizyjnej BET natomiast w Wielkiej Brytanii klip ujrzał światło dzienne 14 maja 2009 na kanale Channel 4.

## Listy utworów i formaty singla
Promocyjny CD singel
1. „Knock You Down” (Edycja radiowa) – 4:12
2. „Knock You Down” (Edycja główna) – 4:13
3. „Knock You Down” (Wersja instrumentalna) – 4:08

## Pozycje na listach
| Lista przebojów (2009)        | Najwyższa pozycja |
| ----------------------------- | ----------------- |
| Australia ARIA Singles Chart  | 24                |
| Austria Singles Chart         | 37                |
| Belgia Singles Chart          | 49                |
| Dania Singles Top 40 Chart    | 28                |
| Holandia Top 40 Chart         | 8                 |
| Irlandia Singles Chart        | 2                 |
| Kanada Billboard Hot 100      | 9                 |
| Norwegia Singles Top 20 Chart | 11                |

| Lista przebojów (2009)              | Najwyższa pozycja |
| ----------------------------------- | ----------------- |
| Nowa Zelandia RIANZ Singles Chart   | 1                 |
| Szwecja Singles Top 60 Chart        | 11                |
| UK Singles Chart                    | 5                 |
| USA Billboard Hot 100               | 3                 |
| USA Billboard Hot R&B/Hip-Hop Songs | 1                 |
| USA Billboard Pop Songs             | 3                 |
| United World Chart                  | 5                 |

## Daty wydania
| Region           | Data             | Format                      | Wytwórnia       |
| ---------------- | ---------------- | --------------------------- | --------------- |
| Ameryka Północna | 24 marca 2009    | digital download            | Universal Music |
| Ameryka Północna | 24 marca 2009    | airplay                     | Universal Music |
| Nowa Zelandia    | 20 kwietnia 2009 | CD singel, digital download | Universal Music |
| Wielka Brytania  | 29 czerwca 2009  | CD singel, digital download | Polydor         |